# Keokea
Keokea est une census-designated place de l'État d'Hawaï dans le comté de Maui, aux États-Unis. En 2010, la population était de 1 612 habitants.

## Démographie
| Groupe            | Keokea | Hawaï | États-Unis |
| ----------------- | ------ | ----- | ---------- |
| Métis             | 34,7   | 23,6  | 2,9        |
| Blancs            | 29,0   | 24,7  | 72,4       |
| Océaniens         | 25,6   | 10,0  | 0,2        |
| Asiatiques        | 8,7    | 38,6  | 4,8        |
| Autres            | 0,7    | 1,3   | 6,2        |
| Afro-Américains   | 0,7    | 1,6   | 12,6       |
| Amérindiens       | 0,6    | 0,3   | 0,9        |
| Total             | 100    | 100   | 100        |
|                   |        |       |            |
| Latino-Américains | 8,4    | 8,9   | 16,7       |

Selon l'American Community Survey, pour la période 2011-2015, 89,27 % de la population âgée de plus de 5 ans déclare parler l'anglais à la maison, 5,89 % déclare parler une langue polynésienne, 3,14 % le japonais, 0,66 % l'espagnol et 1,05 % une autre langue.